# 흑산초등학교 하태분교
흑산초등학교 하태분교는 대한민국 전라남도 신안군에 있는 공립 초등학교이다.

## 학교 연혁
- 1950년 2월 15일: 하태국민학교 설립 인가
- 1951년 11월 22일: 하태국민학교 개교
- 1967년 4월 1일: 도서벽지학교 '갑'급 지정
- 1975년 8월 1일: 도서벽지학교 '갑'급 재지정
- 1979년 2월 1일: 도서벽지학교 '특'급 조정
- 1982년 3월 1일: 도서벽지학교 '갑'급 조정
- 1984년 3월 1일: 흑산국민학교 하태분교장 격하 편입
- 1986년 1월 1일: 도서벽지학교 '가'급 조정
- 1996년 3월 1일: 흑산초등학교 하태분교 개칭

## 참고 자료
- 흑산초등학교하태분교장 - 한국교육학술정보원 학교알리미